# 李作璧
李作璧（1964年10月22日—2021年6月9日），男，甘肃会宁人，中华人民共和国政治人物，曾任中国共产党景泰县委员会书记，二级巡视员，毕业于中共甘肃省委党校。

## 生平
1964年10月，李作璧出生于今甘肃省白银市会宁县八里湾乡。1985年8月，出任会宁县老君坡乡政府干部。1986年6月，加入中国共产党。1988年3月，出任会宁县青江驿乡副乡长，1991年8月升任乡长。1993年12月，平调至四房吴乡出任乡长。1995年1月，升任四房吴乡党委书记。1995年12月，平调至河畔乡出任党委书记。1998年1月，升任会宁县副县长，2002年3月，升任中共会宁县党委副书记，2006年1月出任会宁县委副书记、副县长。同年10月，调入白银市，出任市教育局副局长、党组副书记，11月升任白银市教育局局长、党组书记。2014年2月，转任白银市住建局局长、党组书记。2015年5月，调到景泰县出任党委书记，2021年2月兼任白银市政协副主席、党组成员。
2021年5月22日，第四届黄河石林百公里越野赛期间，李作璧主政的景泰县发生运动事故，172名参赛者出现21死8伤。香港《明报》引述当地民众在微博上表示，是次马拉松伤亡事故惊动中央高层，李作璧是被中国共产党中央纪律检查委员会约谈后感巨大压力而走上绝路。2021年6月9日10时许，李作璧在白银市的家中跳楼自尽，享年57岁。因其死亡，依据《中国共产党纪律处分条例》第三十六条之规定，对他也不再处分。